# Blue (musikalbum av LeAnn Rimes)
Blue är ett musikalbum av countrysångerskan LeAnn Rimes som släpptes 1996.

## Låtlista
1. "Blue" - 2:48
2. "Hurt Me" - 2:54
3. "One Way Ticket (Because I Can)" - 3:43
4. "My Baby" - 2:50
5. "Honestly" - 3:22
6. "The Light in Your Eyes" - 3:21
7. "Talk to Me" - 3:12
8. "I'll Get Even with You" - 3:18
9. "Cattle Call" - 3:08 (duett med Eddy Arnold)
10. "Good Lookin' Man" - 3:11
11. "Fade to Blue" - 3:02